# Convent del Pare Claret
El Convent del Pare Claret és una obra noucentista de Vic (Osona) protegida com a Bé Cultural d'Interès Local.

## Descripció
Es tracta d'un edifici entre mitgeres, amb l'església a un dels seus costats. De la façana en destaca el portal d'entrada i l'esvelt campanar de pedra, el qual trenca amb l'horitzontalitat de les obertures. També destaquen els esgrafiats i estucats que es conserven, emmarcant algunes de les finestres. La façana queda coronada per un ràfec tradicional amb colls vistos.

## Història
La construcció d'aquest edifici la van iniciar els arquitectes Josep M. Pericas i Francesc Pericas l'any 1929. Amb aquesta construcció s'iniciava la remodelació dels carrers, que tenia els seus antecedents en una proposta de modificació d'alineacions existent a l'arxiu municipal datada l'any 1868 que no es va realitzar.
La proposta concreta de l'any 1929 feia un entrant al carrer traçant una alineació perpendicular a la portalada d'accés a l'antiga església de la Mercè, emplaçant el nou campanar a la cantonada.
Més tard, durant la guerra civil del 1936 va ser enderrocada l'església i el convent antic i, acabada la guerra, es va acabar de remodelar la zona traçant noves alineacions a l'actual carrer de Sant Antoni M. Claret, prolongant l'edifici que ens ocupa, construint la casa d'exercicis i, finalment, l'actual església de Sant Antoni M. Claret.